# Reprezentacja Niemiec w piłce wodnej mężczyzn
Reprezentacja Niemiec w piłce wodnej mężczyzn – zespół, biorący udział w imieniu Niemiec w meczach i sportowych imprezach międzynarodowych w piłce wodnej, powoływany przez selekcjonera, w którym mogą występować wyłącznie zawodnicy posiadający obywatelstwo niemieckie. Za jej funkcjonowanie odpowiedzialny jest Niemiecki Związek Pływacki (DSV), który jest członkiem Międzynarodowej Federacji Pływackiej.
Reprezentacja Niemiec największe sukcesy odnosiła w dwudziestoleciu międzywojennym kiedy zdobyła medale olimpijskie w 1928 (złoty) oraz w 1932 i 1936 (srebrne) oraz medale Mistrzostw Europy w 1926 brązowy oraz w 1931, 1934 i 1938 srebrne. Drugim okresem świetności były lata 80. Kiedy reprezentacja RFN zdobyła brązowy medal olimpijski w 1984 w Los Angeles.

## Historia
W 1900 reprezentacja Niemiec rozegrała swój pierwszy oficjalny mecz na igrzyskach olimpijskich.

## Udział w turniejach międzynarodowych

### Igrzyska olimpijskie
Reprezentacja Niemiec 18-krotnie występowała na Igrzyskach Olimpijskich. Najwyższe osiągnięcie to złote medale w 1928 roku.

### Mistrzostwa świata
Dotychczas reprezentacji Niemiec 14 razy udało się awansować do finałów MŚ. Najwyższe osiągnięcie to 3. miejsce w 1982 roku.

### Puchar świata
Niemcy 8 raz uczestniczyły w finałach Pucharu świata. W 1979 zdobyły trofeum.

### Mistrzostwa Europy
Niemieckiej drużynie 30 razy udało się zakwalifikować do finałów ME. W 1981 i 1989 zdobyła mistrzostwo.